# Marie Hélia
Pour les articles homonymes, voir Helia.
Marie Hélia est une réalisatrice et scénariste française, née à Marseille en 1960. Elle vit à Brest, où elle a fondé la société Paris-Brest Productions.

## Biographie
Marie Hélia a grandi à Douarnenez, en Bretagne, jusqu'à l’adolescence, avant de migrer à Paris puis à Brest. 
Après des expériences comme assistante de réalisation et scénariste entre 1986 et 1994, elle a écrit et réalisé ses propres documentaires et courts de fiction.
En 1999, elle crée sa société de production Paris-Brest Productions, qu'elle dirige avec son compagnon Olivier Bourbeillon. 
En 2006, son film Microclimat, tourné à Douarnenez, remporte un certain succès en France.

## Filmographie

### Comme réalisatrice

#### Cinéma
- 1991 : Amélie Palace
- 1993 : An enez du
- 1999 : Monette
- 2003 : Traces de futurs
- 2005 : Les Princesses de la piste, tourné à Brest
- 2007 : Microclimat
- 2008 : La Femme serpent, tourné à Brest

#### Documentaires
- 1989 : L’usine rouge
- 1991 : L'étoile d'or
- 1997 : BZH, des Bretons, des Bretagnes
- 1998 : Jacques Pellen, Le grand avec une guitare
- 2001 : L'Album
- 2001 : Les filles de la sardine
- 2011 : Dans la ville rouge
- 2015 : Au maille !
- 2013 : Les chevalières de la table ronde
- 2018 : L'Amoco

### Comme scénariste
- 1991 : Amélie Palace
- 1992 : Des orchidées pour Mr Lin
- 1992 : Rêve de Siam
- 1993 : An enez du
- 1994 : L'Enclume et la sardine
- 1997 : Le cri du haut
- 1999 : Monette
- 2000 : Lumière du Nord
- 2000 : Une femme dans la rue
- 2003 : Traces de futurs
- 2005 : Les Princesses de la piste
- 2007 : Microclimat
- 2008 : La Femme serpent, tourné à Brest

## Distinctions

### Récompenses
- 2006 : Prix du Public Meilleur court métrage français au festival international de films de femmes de Créteil pour Les Princesses de la piste